# Тризоббіо
Тризоббіо (італ. Trisobbio, п'єм. Tërseubi) — муніципалітет в Італії, у регіоні П'ємонт,  провінція Алессандрія.
Тризоббіо розташоване на відстані близько 450 км на північний захід від Рима, 85 км на південний схід від Турина, 28 км на південь від Алессандрії.
Населення — 655 осіб (2014).
Щорічний фестиваль відбувається 16 серпня. 

## Демографія
Населення за роками:

Станом на 1 січня 2023 року в муніципалітеті офіційно проживало 35 іноземців з 10 країн, серед них 14 громадян країн Євросоюзу та 1 громадянин України.

## Сусідні муніципалітети
- Карпенето
- Кремоліно
- Монтальдо-Борміда
- Морсаско
- Орсара-Борміда
- Овада
- Рокка-Гримальда